# Градна (обец Сульов-Градна)
Градна — (словац. Градна), село (обец) в складі Окресу Битча розташоване в Жилінському краї Словаччини. Перша згадка про село датована 1408 роком. Є базовим селом в обці Сульов-Градна.
Обец Градна розташований в історичному регіоні Словаччини — Стажовських гір (Strážovských vrchoch) в їх південно-західній частині в масиві Суловських скель орієнтовне розташування — супутникові знімки [Архівовано 22 червня 2007 у Wayback Machine.]. Обец розтягнувся по всій долині Граднянського потоку проживає в ньому 670 мешканців. Розміщений орієнтовно на висоті в 400 метрів над рівнем моря, відоме своїми природними, рекреаційними ресурсами, а також входить до складу Суловсько-граднянського природного парку. В обці розташовані численні історичні пам'ятки, але найбільш визначальним цієї місцини є туристична принада — Сульовські скелі, котрі відомі за межами самої Словаччини. З Граднею пов'язані: філософ Кріштоф Акаї (Krištof Akai), просвітитель Ян Чернянський (Ján Čerňanský) та словацька популярна співачка Зузана Сматанова.

## Пам'ятки
Найвідоміші історичні пам'ятки Градні:
- Костел епохи Ренесансу (збудований в 1600 році)
- Капличка, дзвіниця в бароковім стилі (змурована в 1708 році)